# Oxford English Dictionary

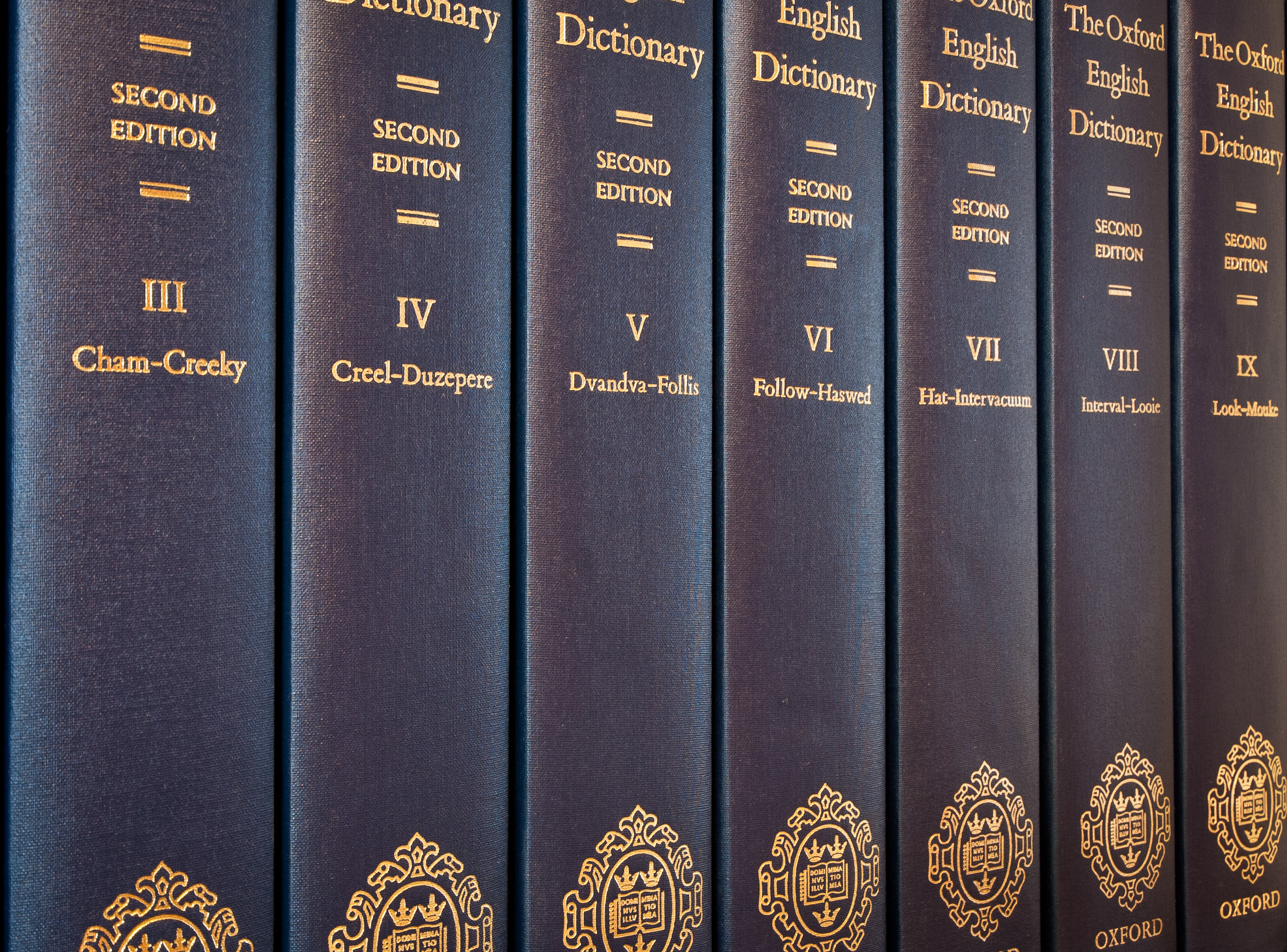
Svazky druhého vydání Oxfordského slovníku angličtiny

Oxford English Dictionary (česky Oxfordský slovník angličtiny) je jeden z největších a nejvýznamnějších slovníků anglického jazyka na světě. Vydává ho Oxford University Press. Historie slovníku sahá do roku 1857, kdy nad jeho vytvořením začala uvažovat Filologická společnost v Londýně, a v roce 1928 byl vydán poslední z deseti svazků prvního vydání slovníku, který v té době nesl název A New English Dictionary on Historical Principles. V roce 1933 byl slovník již pod současným názvem přetištěn ve dvanácti svazcích. V roce 1989 bylo publikováno druhé vydání a v roce 1992 vyšla verze na CD-ROM. Slovník obsahuje definice zhruba 600 000 slov, které jsou ilustrovány na zhruba 3 000 000 citacích. V současnosti je dostupný na Internetu a každé tři měsíce jsou revidována existující slovíčka a přidávána nová.